# کوی سهند
کوی سهند یکی از محله‌های جنوب شرقی شهر تبریز است.

## موقعیت
محله سهند در جنوب شرقی شهر تبریز قرار گرفته است. آب و هوایی این منطقه خوب توصیف شده و به همین جهت مورد استقبال اهالی تبریز قرار گرفته است.‌خرید‌خانه‌در‌این‌منطقه‌با‌هزینه‌کمی‌امکان‌دارد.
این کوی در حوزهٔ استحفاظی شهرداری منطقهٔ ۲ تبریز قرار گرفته و به‌دلیل دوری از مرکز شهر و نزدیکی به بوستان ایل‌گلی، از آب و هوای مناسبی بهره‌مند گشته‌است. کوی سهند از سمت شمال به ویلاشهر، از سمت جنوب به بزرگراه شهید کسایی، از سمت شرق به محلهٔ ایل‌گلی و بلوار شهید باکری و از سمت غرب به شهرک دادگستری محدود شده‌است.